# Phanerosorus major
Phanerosorus major är en ormbunkeart som beskrevs av Friedrich Ludwig Diels. Phanerosorus major ingår i släktet Phanerosorus och familjen Matoniaceae. Inga underarter finns listade.